# القوات الجوية البرازيلية
القوات الجوية البرازيلية (بالبرتغالية: Força Aérea Brasileira، FAB) هي فرع الطيران العسكري الخاص بالقوات المسلحة البرازيلية. القوات الجوية البرازيلية تكونت نتيجة لضم كل من فرعي الطيران في القوات البرية والبحرية. السلاح الجديد أطلق عليه «القوات الجوية الوطنية». القوات الجوية البرازيلية هي الأكبر في أمريكا الجنوبية بحوالي 700 طائرة و73,000 فرد دائم الخدمة، بالإضافة إلي 7,655 فرد مدني يعمل بها.

## التاريخ
في 1939 ومع بداية الحرب العالمية الثانية عندما بدأت ألمانيا بالحرب السريعة والمسيطرة بدأت القوات المسلحة البرازيلية بتهيأت صفوفها وظهر ضعف القوات الجوية في تلك الفترة. هذا في الوقت الذي كانت تعاني فيه البرازيل من نقص في الموارد المالية وكان تدريب وتكوين الجيش البرازيلي منذ الحرب العالمية الأولى فكان لابد من التغير واعادة تنظيم الجيش وسلاح الجو.
و بعد التنظيم واعادة هيكلة الوحدات والمناصب العسكرية وقع الرئيس البرازيلي في تلك الفترة جيتوليو فارجاس في 20 يناير 1941 المرسوم رقم 2961 بإنشاء وزارة للملاحة الجوية ودمج القوات الجوية التابعة للجيش والبحرية في وزارة واحدة، وسميت القوات الجوية الوطنية. بعد فترة وجيزة في مايو 1941 في مرسوم جديد تم تغيير الاسم ليكون القوات الجوية البرازيلية (القوات المسلحة البرازيلية)، والاسم الذي لا يزال حتى هذا اليوم.

### معاركها
بعد إعادة تكوينها القوات الجوية البرازيلية دخلت في الحرب العالمية الثانية وشاركت في الحرب المضادة للغواصات في منطقة جنوب المحيط الأطلسي وأوروبا، أي أنها حاربت إلى جانب الحلفاء على الجبهة الإيطالية.

## معدات

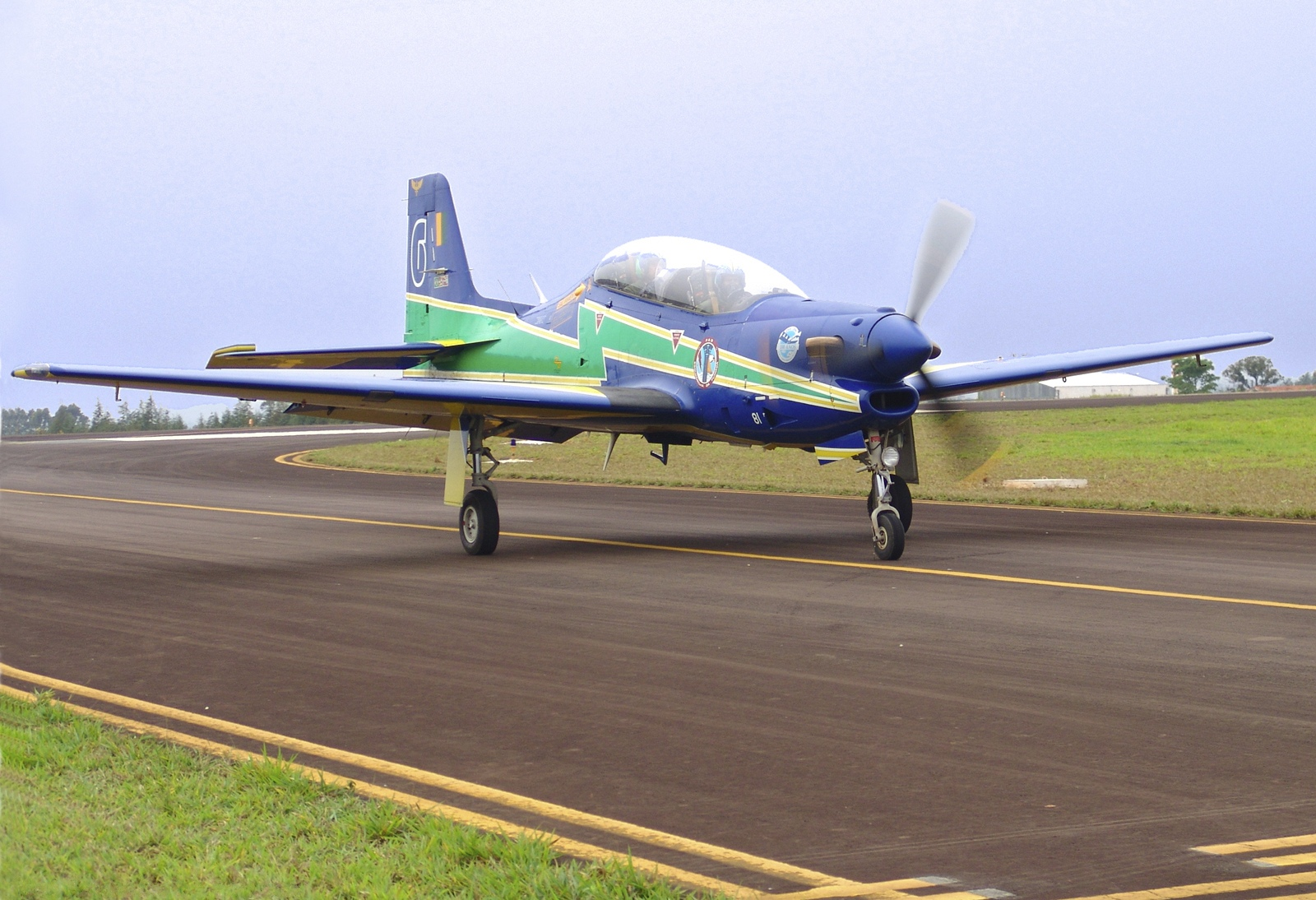
إمبراير أي أم بي 312 توكانو إمبراير.

| طائرة                           | نوع                  | كمية |
| ------------------------------- | -------------------- | ---- |
| داسو ميراج 2000                 | مقاتلة               | 12   |
| نورثروب إف-5                    | مقاتلة               | 57   |
| أي.إم.إكس إنترناشيونال          | طائرة هجوم أرضي      | 53   |
| إمبراير أي أم بي 314            | طائرة تدريب          | 99   |
| إمبراير أي أم بي 312 توكانو     | طائرة تدريب          | 109  |
| إمبراير أي أم بي 326 شافانتي    | طائرة تدريب          | 20   |
| امبراير اي إم بي 110 بانديرانتي | طائرة شحن            | 80   |
| إمبراير أي أم بي 120            | طائرة شحن            | 16   |
| امبراير إي آر جيه 145           | طائرة شحن            | 16   |
| بوينغ 707                       | تزود بالوقود في الجو | 4    |
| پی-3 اوریون                     | طائرة دورية          | 12   |
| سي-130 هيركوليز                 | طائرة شحن            | 23   |
| كازا سي-295                     | طائرة شحن            | 12   |
| يو إتش-1 إركويس                 | مروحية               | 33   |
| يوروكوبتر إيه إس 532            | مروحية               | 10   |
| يوروكوبتر إيه إس 350            | مروحية               | 28   |
| يو إتش-60 بلاك هوك              | مروحية               | 10   |
| ميل مي-24                       | مروحية هجومية        | 12   |
| يوروكوبتر ي725                  | مروحية               | 18   |